# Get Born Again
Singles de Alice in Chains
Again Fear the Voices
Get Born Again est une chanson du groupe de rock américain Alice in Chains sortie le 1er juin 1999 chez le label Columbia Records. La chanson a été enregistrée de septembre à octobre 1998 au London Bridge Studio à Seattle. Écrites en même temps que le titre Died et enregistrées durant les mêmes sessions d'enregistrement, ces deux compositions seront les dernières avec le chanteur Layne Staley qui mourra en avril 2002. L'auteur est Layne Staley et le compositeur Jerry Cantrell, le titre dure 5 minutes et 26 secondes.
La chanson Get Born Again figure sur les compilations Music Bank (1999), Nothing Safe: Best of the Box (1999) et The Essential Alice in Chains (2006). Elle n'a jamais été jouée en direct.

## Origine et enregistrement
La musique a été composée en 1998 par le guitariste Jerry Cantrell ainsi que la chanson Died, ces deux titres ont été écrits pour l'album solo Degradation Trip.
Entre septembre et octobre 1998, le chanteur a écrit les paroles pour ces chansons qui ont été enregistrées sous le nom d'Alice in Chains,. Les enregistrements ont eu lieu au London Bridge Studio à Seattle. C'était les dernières sessions d'enregistrement avec Staley.
L'état de santé du chanteur pendant les enregistrements était très préoccupant. Le producteur Dave Jerden qui a été initialement choisi par le groupe pour la production, a déclaré que Staley pesait 36 kilos et qu'il était blanc comme un fantôme.

## Paroles et musique
Dans une interview plus tard, Cantrell a déclaré que la chanson est basée sur "l'hypocrise religieuse" selon Staley,.
La chanson commence par un son de guitare calme avec une pédale wah-wah et un effet delay puis les guitares deviennent plus agressifs et plus menaçants avec une progression d'accords en mode phrygien. On peut entendre la voix de Cantrell dans les chœurs et un solo de guitare mélodique est effectué au cours de la chanson.